# Municipio de Mayfield (Minnesota)
El municipio de Mayfield (en inglés: Mayfield Township) es un municipio ubicado en el condado de Pennington en el estado estadounidense de Minnesota. En el año 2010 tenía una población de 51 habitantes y una densidad poblacional de 0,86 personas por km².

## Geografía
El municipio de Mayfield se encuentra ubicado en las coordenadas 47°59′32″N 95°54′12″O / 47.99222, -95.90333. Según la Oficina del Censo de los Estados Unidos, el municipio tiene una superficie total de 59.33 km², de la cual 59,33 km² corresponden a tierra firme y (0 %) 0 km² es agua.

## Demografía
Según el censo de 2010, había 51 personas residiendo en el municipio de Mayfield. La densidad de población era de 0,86 hab./km². De los 51 habitantes, el municipio de Mayfield estaba compuesto por el 100 % blancos. Del total de la población el 0 % eran hispanos o latinos de cualquier raza.